# Ronde van Frankrijk 2022/Zesde etappe
De zesde etappe van de Ronde van Frankrijk 2022 werd verreden op 7 juli met start in Binche en finish in Longwy. Het betrof een heuveletappe over 220 kilometer.

## Koersverloop
Na een levendige openingsfase ontstond er na tachtig kilometer eindelijk een kopgroep die de zege van het peloton kreeg. Daarin zaten geletruidrager Wout van Aert, Jakob Fuglsang en Quinn Simmons en zij reden vrij snel een voorsprong van vier minuten bij elkaar. Erachter reed de ploeg van Tadej Pogačar om Van Aert niet te veel voorsprong te gunnen, later gesteund door BORA-hansgrohe en Alpecin-Deceuninck. Na de tussensprint zag Fuglsang het nutteloze van de ontsnapping in en liet zich terugzakken. De twee reden dapper door, maar zij konden niet tegen het geweld van het peloton op en hielden met nog dertig kilometer op de teller slechts een minuut voorsprong over.
Op dat moment moest Simmons Van Aert en reed de Belg solo verder. Het peloton wist Van Aert echter te grijpen op twaalf kilometer van de streep, waarna het nerveuze enkele keren werd opgeschrikt door valpartijen. Slachtoffer hiervan was Aleksandr Vlasov, die tot achtervolgen was aangewezen op de steile slotklim, de Côte de Pulventeux. Daarop lag het tempo erg en alleen Alexis Vuillermoz waagde een poging, maar hij werd al snel weer gegrepen. Uiteindelijk mochten de klassementsmannen sprinten om de etappe. Primož Roglič zette als eerste de sprint in, maar hij werd gecounterd door Pogačar, die onbedreigd de etappe won. Hij nam ook de gele trui over van de geloste Van Aert. 

## Uitslag
| Binche – Longwy (220 km) |                   |                         |          |
| Plaats                   | Naam              | Ploeg                   | Tijd     |
| 1                        | Tadej Pogačar     | UAE Team Emirates       | 4u27'13" |
| 2                        | Michael Matthews  | Team BikeExchange Jayco | z.t.     |
| 3                        | David Gaudu       | Groupama-FDJ            | z.t.     |
| 4                        | Tom Pidcock       | INEOS Grenadiers        | z.t.     |
| 5                        | Nairo Quintana    | Arkéa-Samsic            | z.t.     |
| 6                        | Dylan Teuns       | Bahrain-Victorious      | z.t.     |
| 7                        | Jonas Vingegaard  | Team Jumbo-Visma        | z.t.     |
| 8                        | Daniel Martínez   | INEOS Grenadiers        | z.t.     |
| 9                        | Primož Roglič     | Team Jumbo-Visma        | z.t.     |
| 10                       | Romain Bardet     | Team DSM                | z.t.     |
|                          |                   |                         |          |
| 39                       | Steven Kruijswijk | Team Jumbo-Visma        | + 1'00"  |

| Algemeen klassement |                  |                       |           |
| Plaats              | Naam             | Ploeg                 | Tijd      |
| Gele trui           | Tadej Pogačar    | UAE Team Emirates     | 20u44'44" |
| 2                   | Neilson Powless  | EF Education-EasyPost | + 4"      |
| 3                   | Jonas Vingegaard | Team Jumbo-Visma      | + 31"     |
| 4                   | Adam Yates       | INEOS Grenadiers      | + 39"     |
| 5                   | Tom Pidcock      | INEOS Grenadiers      | + 40"     |
| 6                   | Geraint Thomas   | INEOS Grenadiers      | + 46"     |
| 7                   | Aleksandr Vlasov | BORA-hansgrohe        | + 52"     |
| 8                   | Daniel Martínez  | INEOS Grenadiers      | + 1'00"   |
| 9                   | Romain Bardet    | Team DSM              | + 1'01"   |
| 10                  | David Gaudu      | Groupama-FDJ          | + 1'02"   |
|                     |                  |                       |           |
| 19                  | Jasper Philipsen | Alpecin-Deceuninck    | + 1'58"   |
| 41                  | Bauke Mollema    | Trek-Segafredo        | + 5'34"   |

## Opgaves
- Alex Kirsch (Trek-Segafredo): opgave tijdens de etappe
- Daniel Oss (TotalEnergies): niet gestart in de etappe door een halswervelfractuur [1]

1e etappe ·
2e etappe ·
3e etappe ·
4e etappe ·
5e etappe ·
6e etappe ·
7e etappe ·
8e etappe ·
9e etappe ·
10e etappe ·
11e etappe ·
12e etappe ·
13e etappe ·
14e etappe ·
15e etappe ·
16e etappe ·
17e etappe ·
18e etappe ·
19e etappe ·
20e etappe ·
21e etappe
Startlijst · Eindstanden · Afbeeldingen